# Gelis apterus
Gelis apterus är en stekelart som först beskrevs av |Erik Pontoppidan 1763.  Gelis apterus ingår i släktet Gelis och familjen brokparasitsteklar. Inga underarter finns listade i Catalogue of Life.